# Louise Bourbonnaud
 (avril 2022).
Si vous disposez d'ouvrages ou d'articles de référence ou si vous connaissez des sites web de qualité traitant du thème abordé ici, merci de compléter l'article en donnant les références utiles à sa vérifiabilité et en les liant à la section « Notes et références ».
Pour les articles homonymes, voir Bourbonnaud.
Louise Cosseron, épouse Bourbonnaud, née le 19 janvier 1846 à Avénières (aujourd’hui Laval) et morte le 19 mars 1915 à Paris, est une écrivaine, exploratrice et philanthrope française.

## Biographie

### Une figure de la haute bourgeoise parisienne
Louise Françoise Cosseron naît en 1846 à Avénières. Son père, Louis Cosseron, est maquignon à Issy-les-Moulineaux, et sa mère Françoise Garot, cultivatrice à Avénières, se sont mariés l'année précédente.
Louise Cosseron se marie en 1863 à l'entrepreneur de maçonnerie parisien Étienne Bourbonnaud (1825-1875), créateur du boulevard Barbès et ami du baron Haussmann et d'Adolphe Alphand.
Philanthropes, les époux Bourbonnaud consacrent leur grande fortune à aider les plus pauvres de la capitale. En 1871, ils font front aux insurgés de la Commune venus saisir leurs biens. 
Veuve en 1875, Louise Bourbonnaud décide aussi de se consacrer à sa passion des voyages et de découvrir le monde et ses habitants[réf. nécessaire].

### Une grande voyageuse
Elle parcourt le continent américain (le nord en 1885, le centre et les Caraïbes en 1886, et enfin le sud en 1887). En 1888, elle visite l’Inde, Sri Lanka, Bornéo, Sumatra, etc.
Les années suivantes, elle entreprend une série de voyages en Afrique, en Europe, et retourne en Amérique.

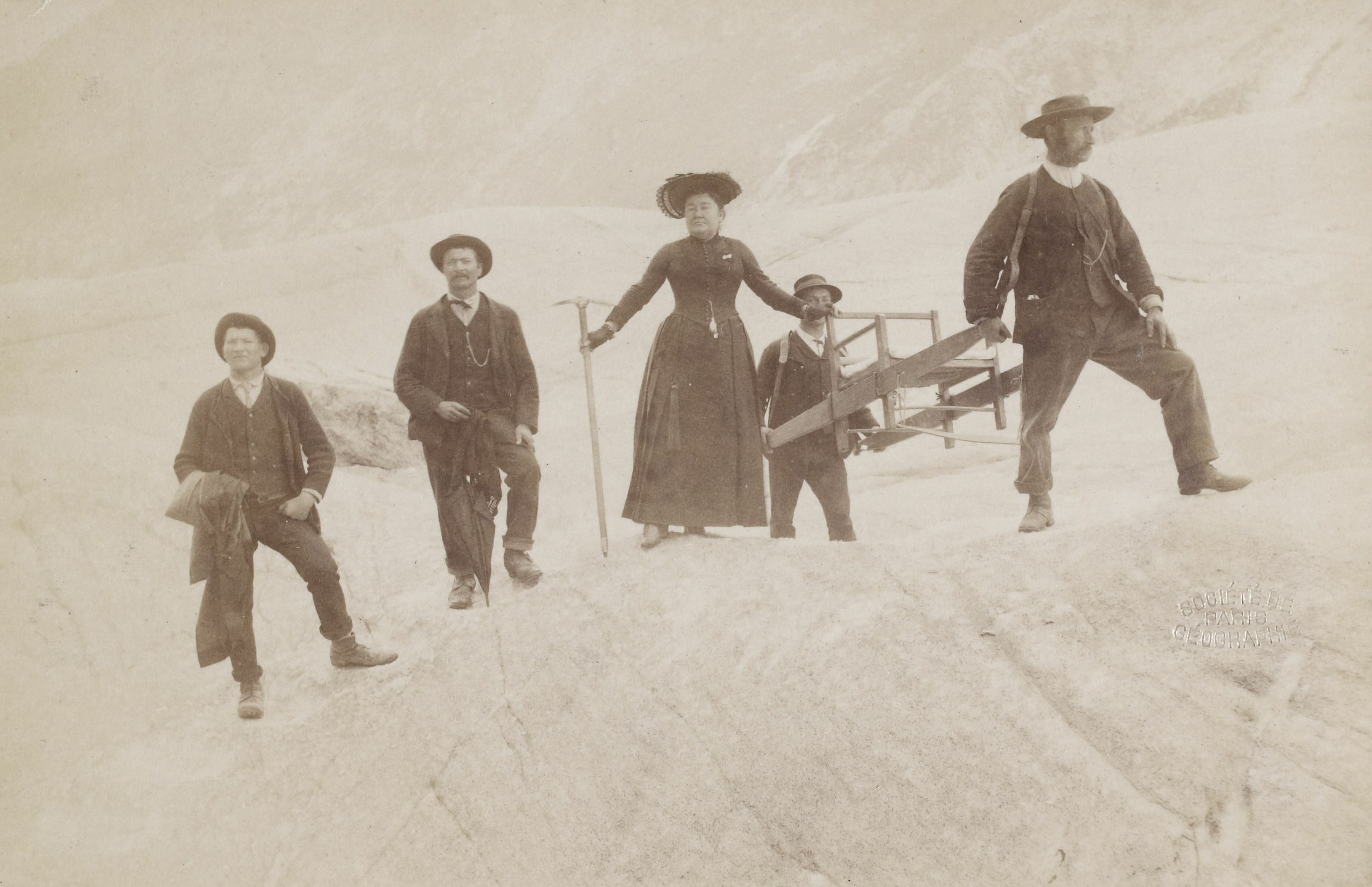
Louise Bourbonnaud traversant la Mer de Glace.

### Une grande philanthrope
Figure éminente du Tout Paris, Louise Bourbonnaud n'hésite pas à utiliser ses nombreuses (hautes) relations pour les rallier à la cause des plus démunis de la capitale : elle finance (et fait cofinancer) fondations, hôpitaux, nurserie, notamment dans son quartier, le 18e arrondissement. 
Elle participe activement à la fondation de la Société de secours aux blessés des armées de terre et de mer, qui devient la Croix-Rouge française.
Elle crée et dote (de 350 francs) en 1892, à la Société de géographie de Paris, un prix destiné à récompenser les récits de grands voyageurs français, toujours décerné en son nom.
Enfin, elle est la marraine de la rose « Louise-Bourbonnaud ».
Louise Bourbonnaud meurt en 1915, en son domicile parisien du 157, avenue de Malakoff. Elle est inhumée deux jours plus tard au cimetière du Père-Lachaise (56e division).

## Distinctions
- Officier d'académie
- Officier de l'Instruction publique (1897)

## Œuvres
Louise Bourbonnaud a raconté ses aventures dans trois ouvrages : 
- Les Amériques ; Amérique du Nord, Antilles, Amérique du Sud, Paris, 1889 ;
- Les Indes et l'Extrême Orient, impressions de voyage d'une Parisienne, Paris, 1892 ;
- Seule à travers 145,000 lieues terrestres, maritimes, aériennes, Paris.